# M-497
M-497 «Black Beetle» (с англ. — «чёрный жук») — экспериментальный самоходный вагон-лаборатория на реактивной тяге, построенный Нью-Йоркской центральной железнодорожной корпорацией в 1966 году.
Вагон был переоборудован из обычной дизельной мотрисы Budd RDC: дизельный двигатель и передача были сняты, а на крыше были установлены два выработавших свой лётный ресурс реактивных двигателя General Electric J47-19, прежде использовавшихся на бомбардировщике Convair B-36; на переднюю часть вагона был установлен обтекатель.
Вагон использовался для ходовых испытаний на железнодорожной линии между городами Батлер, штат Индиана, и Страйкер, штат Огайо, которая была выбрана из-за прямого маршрута и хорошего состояния и специально для этих испытаний не реконструировалась. В ходе испытаний достигнута максимальная скорость 296 км/ч, что до сегодняшнего дня[когда?]

 остаётся рекордом в США.
Благодаря этим испытаниям были собраны ценные данные о поведении обычных рельсовых экипажей на обычных путях при высоких скоростях движения. Несмотря на зрелищность и относительно невысокую стоимость (за счёт использования серийного вагона в качестве основы), проект не был сочтён коммерчески оправданным. Реактивные двигатели были сняты, и вагон вернулся в обычную эксплуатацию, которая продолжалась до его списания в 1984 году.

## В массовой культуре
Анимированное изображение автомотрисы используется в некоторых любительских видеороликах фанатов интернет-сайта «Упячка», на которых двигатели снабжены излучателями с надписью GSOM («пыщь»). 